# Cormenon
Cormenon és un municipi francès, situat al departament del Loir i Cher i a la regió de Centre – Vall del Loira. L'any 2007 tenia 695 habitants.

## Demografia

### Població
El 2007 la població de fet de Cormenon era de 695 persones. Hi havia 324 famílies, de les quals 100 eren unipersonals (44 homes vivint sols i 56 dones vivint soles), 148 parelles sense fills, 60 parelles amb fills i 16 famílies monoparentals amb fills.
La població ha evolucionat segons el següent gràfic:
Habitants censats

### Habitatges
El 2007 hi havia 380 habitatges, 321 eren l'habitatge principal de la família, 27 eren segones residències i 32 estaven desocupats. 352 eren cases i 25 eren apartaments. Dels 321 habitatges principals, 246 estaven ocupats pels seus propietaris, 70 estaven llogats i ocupats pels llogaters i 5 estaven cedits a títol gratuït; 3 tenien una cambra, 24 en tenien dues, 91 en tenien tres, 115 en tenien quatre i 88 en tenien cinc o més. 240 habitatges disposaven pel capbaix d'una plaça de pàrquing. A 161 habitatges hi havia un automòbil i a 103 n'hi havia dos o més.

### Piràmide de població
La piràmide de població per edats i sexe el 2009 era:
| Homes | Edats   | Dones |
| ----- | ------- | ----- |
| 0     | 95 o +  | 0     |
| 4     | 90 a 94 | 0     |
| 9     | 85 a 89 | 12    |
| 13    | 80 a 84 | 9     |
| 27    | 75 a 79 | 21    |
| 20    | 70 a 74 | 27    |
| 35    | 65 a 69 | 26    |
| 25    | 60 a 64 | 18    |
| 9     | 55 a 59 | 24    |
| 29    | 50 a 54 | 17    |
| 28    | 45 a 49 | 25    |
| 16    | 40 a 44 | 24    |
| 16    | 35 a 39 | 16    |
| 17    | 30 a 34 | 9     |
| 15    | 25 a 29 | 15    |
| 18    | 20 a 24 | 26    |
| 14    | 15 a 19 | 20    |
| 25    | 10 a 14 | 26    |
| 12    | 5 a 9   | 8     |
| 10    | 0 a 4   | 6     |

## Economia
El 2007 la població en edat de treballar era de 398 persones, 275 eren actives i 123 eren inactives. De les 275 persones actives 250 estaven ocupades (136 homes i 114 dones) i 25 estaven aturades (9 homes i 16 dones). De les 123 persones inactives 53 estaven jubilades, 13 estaven estudiant i 57 estaven classificades com a «altres inactius».

### Ingressos
El 2009 a Cormenon hi havia 313 unitats fiscals que integraven 637 persones, la mediana anual d'ingressos fiscals per persona era de 16.159 €.

### Activitats econòmiques
Dels 25 establiments que hi havia el 2007, 2 eren d'empreses extractives, 1 d'una empresa alimentària, 1 d'una empresa de fabricació de material elèctric, 5 d'empreses de fabricació d'altres productes industrials, 3 d'empreses de construcció, 2 d'empreses de comerç i reparació d'automòbils, 1 d'una empresa de transport, 3 d'empreses d'hostatgeria i restauració, 2 d'empreses financeres, 3 d'empreses de serveis, 1 d'una entitat de l'administració pública i 1 d'una empresa classificada com a «altres activitats de serveis».
Dels 10 establiments de servei als particulars que hi havia el 2009, 2 eren tallers de reparació d'automòbils i de material agrícola, 1 taller d'inspecció tècnica de vehicles, 2 paletes, 2 guixaires pintors, 2 veterinaris i 1 restaurant.
L'any 2000 a Cormenon hi havia 3 explotacions agrícoles que ocupaven un total de 228 hectàrees.

## Equipaments sanitaris i escolars
El 2009 hi havia una escola elemental.

## Poblacions properes
El següent diagrama mostra les poblacions més properes.